# Carinigera eximia
Carinigera eximia is een slakkensoort uit de familie van de Clausiliidae. De wetenschappelijke naam van de soort is voor het eerst geldig gepubliceerd in 1873 door Moellendorff.